# Bataille de Hausbergen
La bataille de Hausbergen est un affrontement décisif qui a eu lieu le 8 mars 1262 sur les collines de Hausbergen (actuelle commune d'Oberhausbergen), situées dans la plaine d'Alsace, et qui oppose les soldats de la ville libre de Strasbourg menés par Reinbold Liebenzeller, aux troupes du prince-évêque de Strasbourg, Walter de Geroldseck. 
La victoire des forces de la ville sur l'armée épiscopale permet aux bourgeois de Strasbourg de s'affranchir de la domination féodale de leur prince-évêque. Le pouvoir revient alors aux familles patriciennes de la cité. Cet événement se déroule pendant le Grand Interrègne qui favorise les conflits et l'instabilité politique dans le Saint-Empire romain germanique.
La bataille s'inscrit dans la politique de conquête entreprise par Walter de Geroldseck qui se heurte au comte Rodolphe de Habsbourg, landgrave de Haute-Alsace, allié de Strasbourg et également protecteur des autres villes de la région.

## Contexte
Les relations, déjà tendues des Strasbourgeois avec leur évêque, prennent un tour particulier en 1260. Sitôt installé sur le trône épiscopal, Walter de Geroldseck lance, en allemand, un manifeste de griefs à l'égard des bourgeois, véritable déclaration de guerre : il veut rétablir dans toute leur rigueur ses droits temporels de comte-burgrave de Strasbourg. Pour ce faire, il menace d’user de tous les moyens de contrainte que lui confère son autorité épiscopale, au premier rang desquels l’interdit et l’excommunication.
Les incidents entre l’évêque et la ville se multiplient et l'épreuve de force devient inéluctable.

## L'avant bataille (1260 - 1262)
Replié à Dachstein l'évêque attend des renforts : mille cinq cents hommes de l'évêque de Trèves, mais aussi des hommes envoyés par les abbés de Saint Gall, de Murbach, et surtout du comte Rodolphe de Habsbourg. Il fait une démonstration de force devant la ville, qui tourne à son désavantage. Il choisit alors de mettre Strasbourg sous embargo.
Les Strasbourgeois tentent en vain de rompre ce blocus. 
1261 est un tournant. Durant une trêve pour les récoltes, Rodolphe de Habsbourg change de camp et se rallie à la ville. Les Strasbourgeois le nomment gonfalonnier de leur armée le 18 septembre 1261. À Noël 1261, une sortie effectuée par les Strasbourgeois avec leur nouvel allié en direction de Dachstein ne permet pas de régler le conflit, l'évêque hésitant à se frotter à Rodolphe. Il se venge cependant en pillant les possessions de Rodolphe en Haute-Alsace.

## La bataille

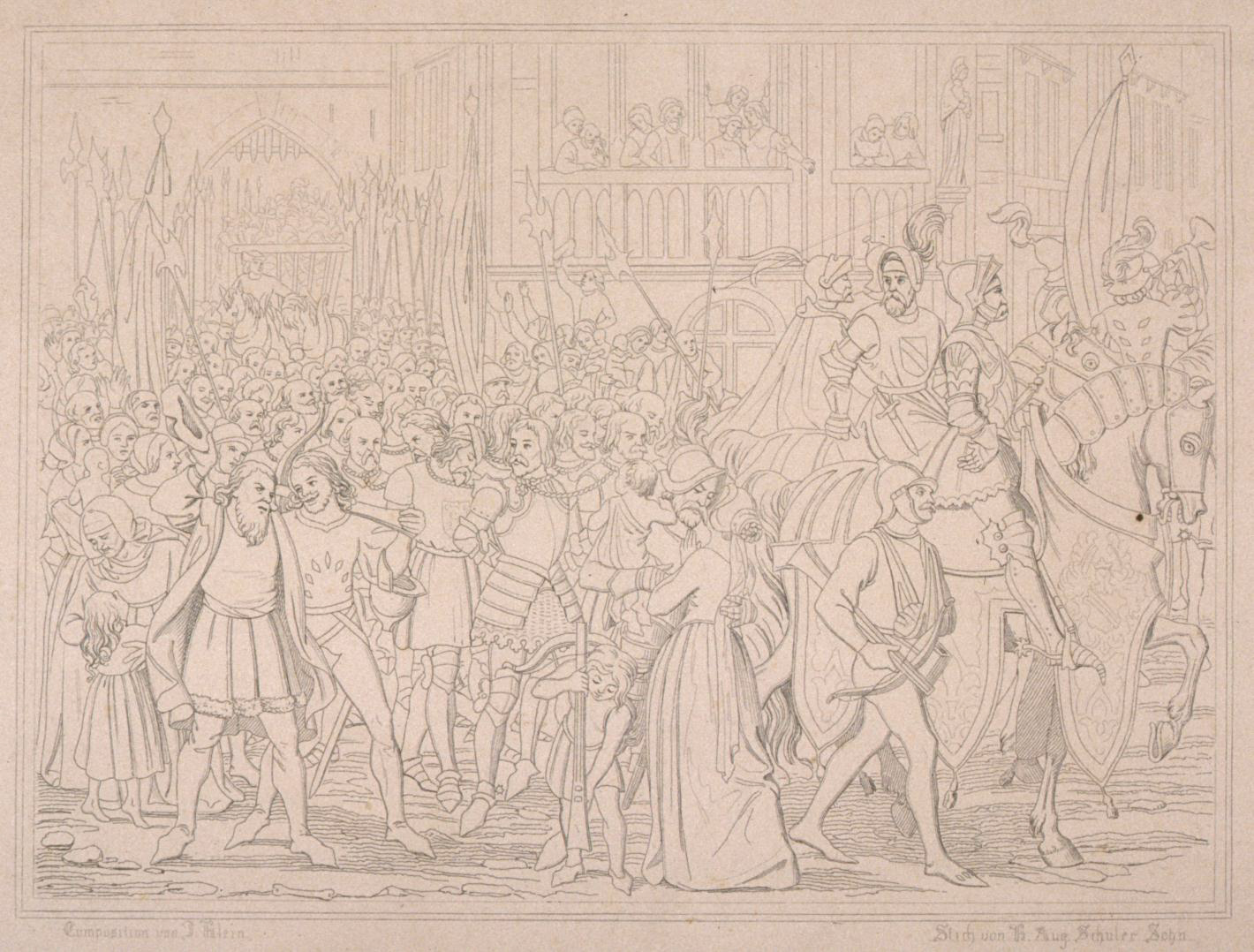
Retour triomphant des troupes de Strasbourg.

Au printemps 1262, l'Alsace est à feu et à sang. Le doute s'installe dans les deux camps. Une décision en rase campagne s'impose. 
Elle aura lieu à Oberhausbergen le 8 mars 1262. La moitié de la garnison de Strasbourg, conduite par Reinbold Liebenzeller, se rend à Mundolsheim, à l'extrémité nord de la colline de Hausbergen, et abat le clocher dont on craint qu'il serve de vigie dans l'embargo établi par l'évêque. Ce dernier est averti et se met en route avec son armée : 300 chevaliers et 6000 fantassins. Liebenzeller envoie des messagers à Strasbourg pour appeler des secours. Lui-même monte alors sur la colline de Hausbergen et attend les troupes, conduites par son collègue Niclaus Zorn. Lorsqu'elles sont en vue, il se remet en marche le long de la crête, tandis que Zorn le suit en contrebas. Arrivé à l'extrémité sud de la colline, il contourne le village d'Oberhausbergen. Or, l'évêque, qui l'observe, croit qu'il essaie de revenir vers Strasbourg, et pense pouvoir l'écraser avec sa cavalerie. Son erreur a été de laisser prendre du retard à son infanterie. Le chevalier Marx d'Eckwersheim fut le premier à sortir des rangs pour l'armée de Strasbourg, pour affronter le chevalier Beckelar de l'armée épiscopale; le combat dura jusqu'à la mort de ce dernier, et après ce combat la bataille devint générale.
L’évêque est obligé de fuir et se retire à Molsheim, abandonnant ses prérogatives sur la cité. Il meurt en février 1263.

## Conséquences de la bataille: Strasbourg devient Ville Libre
La paix, conclue entre la ville et le nouvel évêque Henri de Géroldseck, cousin du défunt, confirme le 21 avril 1263 l'indépendance complète du Conseil ; les prétentions ducales passées et futures de l'évêque de Strasbourg sont déclarées nulles et irrecevables.
Désormais, Strasbourg est une ville libre d'Empire et son avenir confié à son seul Conseil. C'est une des illustrations du particularisme alsacien à cette époque, suivi quelques années plus tard par la création d'une autre originalité alsacienne : la Décapole, union de dix villes impériales alsaciennes dont Strasbourg ne faisait pas partie.
Enfin, la gestion de l'œuvre Notre-Dame, chargée de la construction et de l'entretien de la cathédrale, est retirée à l'évêque et confiée au grand-chapitre.